# 大阪府の図書館一覧
大阪府の図書館一覧（おおさかふのとしょかんいちらん）は、大阪府にある図書館の一覧である。

## 府立図書館
- 大阪府立図書館
  - 大阪府立中之島図書館
  - 中央図書館
  - 大阪府立国際児童文学館（閉館）

### 専門図書館
- 大阪府立男女共同参画・青少年センター 情報ライブラリー

## 市町村立図書館

### 大阪市
- 大阪市立図書館
  - 大阪市立中央図書館
  - 大阪市立北図書館
  - 大阪市立都島図書館
  - 大阪市立福島図書館
  - 大阪市立此花図書館
  - 大阪市立島之内図書館
  - 大阪市立港図書館
  - 大阪市立大正図書館
  - 大阪市立天王寺図書館
  - 大阪市立浪速図書館
  - 大阪市立西淀川図書館
  - 大阪市立淀川図書館
  - 大阪市立東淀川図書館
  - 大阪市立東成図書館
  - 大阪市立生野図書館
  - 大阪市立旭図書館
  - 大阪市立城東図書館
  - 大阪市立鶴見図書館
  - 大阪市立阿倍野図書館
  - 大阪市立住之江図書館
  - 大阪市立住吉図書館
  - 大阪市立東住吉図書館
  - 大阪市立平野図書館
  - 大阪市立西成図書館

### 堺市
- 堺市立図書館
  - 堺市立中央図書館
  - 堺市立中央図書館堺市駅前分館
  - 堺市立中図書館
  - 堺市立中図書館東百舌鳥分館
  - 堺市立東図書館
  - 堺市立東図書館初芝分館
  - 堺市立西図書館
  - 堺市立南図書館
  - 堺市立南図書館栂分館
  - 堺市立南図書館美木多分館
  - 堺市立北図書館
  - 堺市立美原図書館

### 豊能地域
- 豊中市立図書館
  - 豊中市立岡町図書館
  - 豊中市立庄内図書館
  - 豊中市立庄内幸町図書館
  - 豊中市立千里図書館
  - 豊中市立野畑図書館
  - 豊中市立東豊中図書館
  - 豊中市立服部図書館
  - 豊中市立高川図書館
  - 豊中市立蛍池図書館
- 箕面市立図書館
  - 箕面市立中央図書館
  - 箕面市立東図書館
  - 箕面市立桜ヶ丘図書館
  - 箕面市立萱野南図書館
  - 箕面市立西南図書館
  - 箕面市立船場図書館
- 池田市図書館
  - 池田市立図書館
  - 池田市立石橋図書館
- 豊能町立図書館

### 三島地域
- 吹田市立図書館
  - 吹田市立中央図書館
  - 吹田市立千里図書館
  - 吹田市立山田駅前図書館
  - 吹田市立さんくす図書館
  - 吹田市立江坂図書館
  - 吹田市立千里山・佐井寺図書館（ちさと）
- 高槻市立図書館
  - 高槻市立中央図書館
  - 高槻市立服部図書館
  - 高槻市立天神山図書館(閉館)
  - 高槻市立小寺池図書館
  - 高槻市立芝生図書館
  - 高槻市立阿武山図書館
- 茨木市立図書館
  - 茨木市立中央図書館
  - 茨木市立中条図書館
  - 茨木市立水尾図書館
  - 茨木市立庄栄図書館
  - 茨木市立穂積図書館
- 摂津市民図書館
- 島本町立図書館

### 北河内地域
- 枚方市立図書館
  - 枚方市立中央図書館
  - 枚方市立香里ヶ丘図書館
  - 枚方市立楠葉図書館
  - 枚方市立菅原図書館
  - 枚方市立牧野図書館
  - 枚方市立蹉跎図書館
  - 枚方市立御殿山図書館
  - 枚方市立津田図書館
- 大東市立図書館
  - 大東市立中央図書館
  - 大東市立西部図書館
  - 大東市立東部図書館
- 寝屋川市立図書館
  - 寝屋川市立中央図書館
  - 寝屋川市立東図書館
- 交野市立図書館
- 門真市立図書館
  - 門真市立図書館門真市民プラザ分館
- 守口市立図書館
- 四條畷市立図書館
  - 四條畷市立四條畷図書館
  - 四條畷市立田原図書館

### 中河内地域
- 東大阪市立図書館
  - 東大阪市立花園図書館
  - 東大阪市立永和図書館
  - 東大阪市立四条図書館
- 八尾市立図書館
  - 八尾市立八尾図書館
  - 八尾市立山本図書館
  - 八尾市立志紀図書館
  - 八尾市立龍華図書館
- 柏原市立図書館
  - 柏原市立柏原図書館
  - 柏原市立国分図書館

### 南河内地域
- 松原市民図書館
  - 松原市民松原図書館（読書の森）
  - 松原市民天美西図書館
  - 松原市民三宅図書館
  - 松原市民天美図書館
  - 松原市民恵我図書館
  - 情報ライブラリー
- 羽曳野市立図書館
  - 羽曳野市立中央図書館
  - 羽曳野市立陵南の森図書館
  - 羽曳野市立羽曳が丘図書館
  - 羽曳野市立丹比図書館
  - 羽曳野市立東部図書館
  - 羽曳野市立古市図書館
- 河内長野市立図書館
- 藤井寺市立図書館
- 富田林市立図書館
  - 富田林市立中央図書館
  - 富田林市立金剛図書館
- 大阪狭山市立図書館
- 太子町立図書室
- 河南町立中央公民館図書室、大宝地区公民館図書室
- 千早赤阪村くすのきホール図書室

### 泉北地域
- 和泉市立図書館
  - 和泉市立和泉図書館
  - 和泉市立シティプラザ図書館
  - 和泉市立北部リージョンセンター図書室
  - 和泉市立南部リージョンセンター図書室
  - 和泉市立にじのとしょかん
- 高石市立図書館
  - 高石市立図書館本館
  - 高石市立図書館分館
- 泉大津市立図書館
- 忠岡町図書館

### 泉南地域
- 岸和田市立図書館
  - 岸和田市立図書館本館
  - 岸和田市立山直図書館
  - 岸和田市立春木図書館
- 貝塚市民図書館
- 泉佐野市立図書館
- 泉南市立図書館
- 阪南市立図書館
- 熊取町立熊取図書館

## 私立図書館
- 池田文庫（公益財団法人阪急文化財団） - 池田市

## その他の図書施設
- こども本の森 中之島 - 大阪市北区

### 専門図書館
- 大阪産業労働資料館
- 大阪歴史博物館 学習情報センター「なにわ歴史塾」